# Mytelai: Buscador de IA
Mytelai (también conocida como Mytelai Technology o Mytel-AI) es una plataforma web española de buscador de IA y con recursos sobre inteligencia artificial (IA) enfocada en facilitar el acceso, la organización y el uso de herramientas de IA en contextos educativos, creativos y profesionales. La web incluye un buscador de herramientas, reseñas básicas, listados comparativos, recopilaciones de cursos y materiales divulgativos. Fue creada en 2023 por el desarrollador gallego Andrés Blanco Ferro en Ourense, Galicia (España).

## Historia
El proyecto nació en 2023 como un sitio de listados de herramientas de IA organizado por categorías y funciones. A finales de 2024 se publicó una segunda versión con una interfaz renovada y un buscador más avanzado. En 2025 la plataforma amplió secciones de recursos (glosario, newsletter, guías de prompts) y recopilaciones tipo «Las 10 mejores».

## Características
- Buscador por nombre/función y navegación por categorías (texto, imagen, audio, vídeo, código, etc.).
- Listados comparativos con información básica (función, modelo, acceso, coste).
- Recursos formativos (enlaces a cursos, guías, videos divulgativos) y glosario.
- Directorios de APIs y extensiones vinculadas al uso de IA.
- Boletín y recopilaciones periódicas de novedades/selecciones.

## Extensiones y software relacionado
- Mytelai Customizer (extensión para Google Chrome) orientada a personalizar visualmente la interfaz de ChatGPT (temas, organización y atajos).[2][3]

## Alcance y uso
Medios regionales y plataformas educativas han señalado el crecimiento de tráfico tras el rediseño de 2024. Según La Región, la web alcanzó 17  millones de visitas en poco más de un año y fue descrita como «el google de la IA».

## Cobertura en medios e instituciones
Diversas publicaciones e instituciones han mencionado a la plataforma en 2024–2025:
- EPALE (Plataforma europea para el aprendizaje de adultos) incluyó un recurso titulado «MytelAI: el buscador que facilita la integración de herramientas de inteligencia artificial en la educación».[4]
- INFOPRECISO (Brasil) listó «Mytelai Tech» dentro de un artículo sobre «Melhores Plataformas de Inteligência Artificial (AI)».[5]
- empowerTIC incluyó a Mytelai como recurso para trabajos de investigación/tesis en su artículo «10 temas de tesis 2025 que marcan tendencia».[6]
- Academia de IA mencionó la plataforma en una entrada sobre oportunidades y riesgos de la IA educativa.[7]
- En La Región (Ourense) también se ha mencionado al creador en artículos sobre emprendimiento juvenil y proyectos digitales.[8]

## Recepción y valoraciones de usuarios
- En Trustpilot, la ficha pública de la empresa y los listados de categorías muestran una puntuación visible (con bajo volumen de reseñas).[9]
- En Shopping Satisfaction figuran opiniones de usuarios que describen la plataforma como gratuita, útil e intuitiva.[10]

## Fundador
El fundador es Andrés Blanco Ferro (Ourense, 2006), mencionado en medios locales y regionales por iniciativas tecnológicas vinculadas a IA y otras aplicaciones. Su nombre aparece en recursos académicos de la Universidad de Vigo relacionados con recopilaciones de herramientas de IA.